# Holiday for Lovers
Holiday for Lovers (bra: Amantes em Férias) é um filme norte-americano de 1959, do gênero comédia, dirigido por Henry Levin, com roteiro de Luther Davis baseado na peça teatral Holiday for Lovers, de Ronald Alexander.
Com locações em São Paulo e no Rio de Janeiro, o filme teve uma pequena participação da escritora brasileira Edla van Steen.

## Elenco
- Clifton Webb como Robert Dean
- Jane Wyman, como Mrs. Maria Dean
- Jill St. John como Meg Dean
- Carol Lynley como Betsy Dean
- Paul Henreid como Eduardo Barroso
- Gary Crosby como Tech. Sgt. Paul Gattling
- Nico Minardos como Carlos Barroso
- Wally Brown como Joe McDougal
- Henny Backus como Connie McDougal
- José Greco como Dançarino

## Enredo
Robert Dean (Clifton Webb) é um velho psicólogo que relutantemente permite que sua filha mais velha, Meg (Jill St. John), participe de uma viagem de férias de quatro semanas em São Paulo antes de voltar para a faculdade nos Estados Unidos. Quando ele descobre planeja mais seis semanas, ele imediatamente reserva uma passagem para o Brasil para saber quais seus verdadeiros motivos para ficar. Ele é acompanhado por sua esposa amorosa, Mary (Jane Wyman), e a filha mais nova, a espertinha, alegre, Betsy (Carol Lynley). Ao chegar, Robert fica desgostoso com a notável mudança de personalidade da filha. Ela parece estar muito interessada em seu velho mentor Eduardo Barroso (Paul Henreid), e adquiriu hábitos que chocam Robert, como o tabagismo.
Sem saber do envolvimento de sua filha com o filho de Barroso, Carlos (Nico Minardos), Robert erroneamente crê que Eduardo é o interesse amoroso de Meg. Enquanto isso, Betsy está contente com a atenção que recebe da Força Aérea dos Estados Unidos, e se apaixona pelo  sargento Paul Gattling (Gary Crosby). De volta ao hotel, Carlos está relutante em atender os pais de Meg, pensando que eles desaprovarão seu estilo de vida boêmio. Ao assumir o pior, Carlos causa uma terrível impressão a Robert, que tenta proibir sua filha de vê-los  reservando um voo para o Rio de Janeiro e, em seguida, Lima para a família.
Sentindo-se traída por seu pai, Meg chama Carlos para lhe dizer adeus, e ele responde ao enfrentá-la por controlar a vida de seu pai. No entanto, ele e Eduardo seguem-a para Lima, onde Carlos e Meg estão reunidos em uma tourada. Logo depois, Paul, que também foi para Lima, se declara a Betsy, mas esta o rejeita, explicando que não está pronta para se casar. Mais tarde, naquela noite, Eduardo e Carlos anunciam que estão voltando para São Paulo no dia seguinte. Robert, em determinado momento, permite que sua filha acompanhe o futuro marido.
Depois de despedir-se da filha, Robert vai para um bar e fica bêbado. Ele acaba deitado inconsciente na rua, e é confundido com um membro de um grupo de turistas espanhóis. Após o despertar, Robert descobre que ele está em um avião indo para Madrid e, por fim, é deixado em Trinidad. Lá, ele telefona para Meg para dar-lhe a sua sincera bênção para se casar com Carlos, mas Meg diz que não está mais apaixonada por Carlos. Betsy, por outro lado, deseja se casar com Paul. Ao pedir a seu pai permissão, ele declara que ela tem idade suficiente para tomar suas próprias decisões e, assim, torna-se oficialmente noiva de Paul.

## Produção
Em Março de 1957, a 20th Century Fox adquiriu os direitos da peça, que estreou no mês anterior. Gene Tierney foi escolhida inicialmente para estrelar como Ms. Mary  Dean, mas ela desistiu de última hora devido a doença. Em fevereiro de 1959, o estúdio  negociou com Joan Fontaine para substituí-la, mas Fontaine  entrou em colapso e, eventualmente, Jane Wyman foi escolhida.
Em agosto de 1957, Suzy Parker foi escalada para um papel, mas retirou-se. O papel de Meg foi originalmente oferecido em janeiro de 1959 a Diane Varsi, mas ela recusou e abandonou o seu contrato com a 20th Century Fox só meses mais tarde. Diane Baker foi anunciada como sua substituta mas o papel por fim foi para Jill St. John.
As cenas foram feitas no local, no início de 1959, e a maioria das filmagens ocorreu em São Paulo, Rio de Janeiro, Aeroporto Internacional de Los Angeles, Aeroporto Lockheed, e em ;Clover Field.